# Ермолаевский Затон
Ермола́евский Зато́н — посёлок в Берёзовском районе Красноярского края России. Входит в состав Есаульского сельсовета.

## География
Посёлок находится на правом берегу реки Енисей, на расстоянии примерно 10 км к северу от посёлка городского типа Берёзовка, административного центра района. Абсолютная высота — 130 м над уровнем моря.

## Население
| 1989 | 2002 | 2010 |
| ---- | ---- | ---- |
| 758  | ↗811 | ↘775 |

### Гендерный состав
По данным Всероссийской переписи населения 2010 года, в посёлке проживало 775 человек (375 мужчин и 400 женщин).

## Улицы
| - ул. Берёзовая, - ул. Енисейская, - ул. Калинина, - ул. Капитанская, | - ул. Лесная, - ул. Молодёжная, - ул. Новогодняя, - ул. Октябрьская, | - ул. Первомайская, - ул. Придорожная, - ул. Просвещения, - ул. Свободы, | - пер. Северный, - ул. Флотская, - ул. Юбилейная, - ул. Южная. |